# MicroRNA

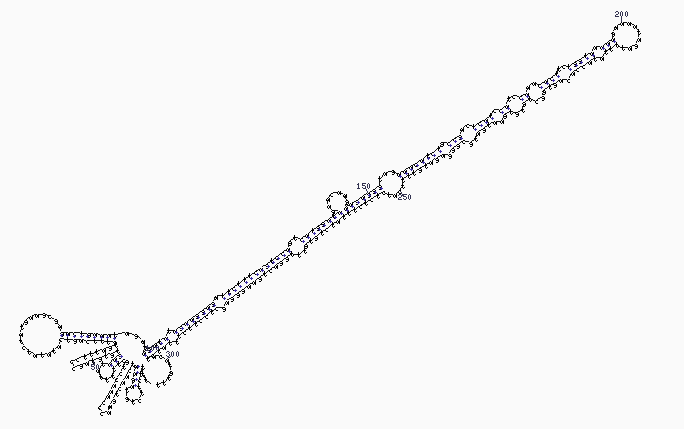
Struttura secondaria di un precursore miRNA di Brassica oleracea, modellato digitalmente

I microRNA (miRNA) sono piccole molecole endogene di RNA non codificante riscontrate nel trascrittoma di piante, animali e alcuni virus a DNA. Sono lunghi circa 20-22 nucleotidi e principalmente attivi nella regolazione dell'espressione genica a livello trascrizionale e post-trascrizionale. I miRNA vengono inglobati nel complesso di silenziamento indotto da RNA (RISC) e inducono il silenziamento genico tramite sovrapposizione con sequenze complementari presenti su molecole di RNA messaggero (mRNA) bersaglio. Tale legame comporta una repressione della traduzione o la degradazione della molecola bersaglio.
Il silenziamento può avvenire secondo i seguenti meccanismi:
1. taglio della molecola di mRNA;
2. destabilizzazione della molecola di mRNA tramite accorciamento della coda di poli(A);
3. diminuzione dell'efficienza di traduzione del messaggero;[3][4]

Sono presenti in abbondanza in tutti i tipi cellulari dei mammiferi e il genoma umano in particolare codifica centinaia di miRNA Svolgono la loro attività di silenziamento su un'ampia gamma di trascritti derivanti dall'espressione di migliaia di geni. L'espressione aberrante dei miRNA è implicata nell'insorgenza di numerose patologie ed essi possono essere utilizzati a scopi terapeutici.
I miRNA ricordano gli siRNA (small interfering RNAs) del pathway biologico dell'interferenza a RNA (RNAi), ma ne differiscono perché derivano da regioni di RNA che si ripiegano autonomamente a formare corte forcine, mentre i siRNA derivano da sequenze di dsRNA più lunghe.

## Storia
Il primo miRNA fu scoperto nel 1993 da Victor Ambros, Rosalind Lee e Rhonda Feinbaum in uno studio condotto su lin-4, un gene noto per il controllo esercitato sui tempi di sviluppo larvale di “C. elegans”. Quando isolarono il gene si accorsero che invece di produrre un RNA messaggero generava piccoli filamenti di RNA, uno dei quali era lungo 22 nucleotidi e parzialmente simile a sequenze multiple presenti nella regione 3'UTR dell'mRNA del gene lin-14. Fu proposto per queste molecole appena scoperte un ruolo nel silenziamento dell'espressione genica di lin-14, ma si pensò fosse un prodotto genico caratteristico di “C.elegans”. Nel 2000 fu individuata una seconda piccola molecola di RNA codificata dal gene lin-7 con azione repressiva sull'mRNA del gene lin-41. Nel corso degli anni furono individuati altri composti simili in numerose specie. Un anno dopo si riscontrò che gli RNA lin-4 e lin-7 sono parte di una grande classe di piccole molecole di RNA presenti nelle cellule di C.elegans, Drosophila ed “Homo Sapiens”. Inizialmente si pensava che tali molecole fossero coinvolte in processi cellulari specifici inerenti alla regolazione dello sviluppo, ma ne furono scoperti di nuovi tipi. Queste piccole molecole di RNA vennero denominate microRNA.
Nel 2024 Victor Ambros e Gary Ruvkun vinsero il premio Nobel per la Medicina per la scoperta dei microRNA e la loro funzione cruciale nella regolazione della crescita degli organismi pluricellulari.

## Nomenclatura
Esiste un sistema di denominazione standard ben preciso per i miRNA.
I nomi dei miRNA sono rappresentati da un prefisso “miR” seguito da un trattino e un numero, che indica l'ordine di denominazione. Per esempio miR-124 è stato scoperto e denominato prima di miR-456.
I miRNA con sequenze quasi identiche ad eccezione di uno o due nucleotidi sono annotati con un'ulteriore lettera minuscola. Ad esempio, miR-124a è strettamente legato al miR-124b.
Inoltre miRNA appartenenti a determinate specie sono indicati con un ulteriore prefisso a tre lettere: per esempio hsa-miR-124 è un miRNA appartenente alla specie umana (hsa sta per Homo sapiens),e oar-miR-124 è un miRNA appartenente alla pecora (Ovis aries). Altri prefissi comuni sono 'v' per miRNA virale (miRNA codificati da un genoma virale) e 'D' per miRNA di Drosophila (una mosca della frutta comunemente studiata nella ricerca genetica).

## Biogenesi e maturazione

### Trascrizione
I miRNA derivano da trascritti di sequenze codificate da geni autonomi oppure inclusi in introni di altri geni. Le sequenze nucleotidiche codificanti i miRNA sono trascritti dalla RNA polimerasi II e, in misura minore, dalla RNA polimerasi III. Queste legano un promotore localizzato in prossimità della sequenza codificante. Il trascritto subisce poi un processo di capping al 5', di poliadenilazione al 3' e di splicing. Negli animali i miRNA sono trascritti come una sequenza stem-loop lunga circa 80 nucleotidi facente parte di una sequenza più lunga denominata pri-miRNA. Se lo stem-loop precursore è localizzato nella 3'-UTR, il trascritto potrebbe avere sia funzione di pre-RNA, sia di mRNA.

### Processamento
Un singolo pri-miRNA può contenere da uno a 6 precursori per miRNA con struttura ad hairpin-loop ognuna delle quali è fiancheggiata da sequenze nucleotidiche necessarie ai fini della maturazione della molecola. Il pri-RNA ha una struttura a doppio filamento riconosciuta dalla proteina del nucleo nota come DiGeorge Syndrome Critical Region 8 (DGCR8 o "Pasha" negli invertebrati) che si associa alla RNAasi di tipo III Drosha a formare il cosiddetto complesso microprocessore. DGCR8 orienta il dominio catalitico di Drosha in modo da consentire all'enzima di tagliare l'RNA a circa 11 residui dall'inizio della forcina. Una delle due eliche del dsRNA andrà a costituire la forcina. Il prodotto risultante reca un'estremità sporgente al 3' recante un gruppo idrossile. Al 5' è invece presente un gruppo fosfato. Tale molecola è anche detta miRNA precursore (pre-miRNA). Tali molecole possono derivare dallo splicing diretto degli introni, in maniera indipendente dal complesso microprocessore e prendono il nome di Mirtrons. Tali molecole furono osservate per la prima volta in Drosophila e C.elegans e sono state osservate anche nei mammiferi. I pre-miRNA possono inoltre subire ulteriori processi di maturazione all'interno del nucleo.

### Esportazione dal nucleo
Al termine del processamento nucleare i pre-miRNA sono esportati nel citoplasma in un processo che coinvolge il trasportatore nucleo-citoplasmatico Esportina-5, il quale riconosce i due nucleotidi sporgenti al 3' lasciati dall'enzima Drosha. Il trasporto del trascritto è attivo e usa quale fonte di energia GTP legato alla proteina Ran.

### Processamento nel citoplasma
Nel citoplasma i pre-miRNA sono tagliati dalla RNAasi di tipo III Dicer. L'enzima interagisce con le estremità 5' e 3' delle forcine costituenti i pre-miRNA tramite il dominio Paz. Il taglio genera molecole di RNA a doppio filamento lunghe circa 22 basi. La lunghezza dei loop costituenti le forcine influenza l'efficienza di taglio di Dicer. Successivamente, i miRNA interagiscono in maniera specifica con le proteine Argonaute della sottofamiglia Ago e sono incorporati in grandi complessi di ribonucleoproteine effettrici chiamati RISC (RNA-induced silencing complex, complesso di silenziamento indotto da RNA) all'interno dei quali avviene l'interazione tra miRNA ed RNA bersaglio.

### Turnover
Il turnover del miRNA maturo è necessario al fine di garantire un eventuale rapido cambiamento nei profili di espressione di tali molecole. Durante la maturazione nel citoplasma, il legame con la proteina Argonauta stabilizza il filamento che diventerà funzionale, mentre il filamento opposto viene degradato. Le proteine Ago possono utilizzare o trattenere i miRNA con molti bersagli e mantenere quelli con pochi o nessun bersaglio. In C.elegans la degradazione dei miRNA è mediata dall'esoribonucleasi XRN2. Nelle piante i membri della famiglia di proteine SDN (small RNA degrading nuclease) degradano i miRNA in direzione 3'- 5'. Proteine simili sono sintetizzate anche nei genomi di animali, ma il loro ruolo non è stato ancora descritto. Molte modifiche chimiche ai miRNA hanno effetto sulla loro stabilità, tuttavia i meccanismi molecolari in gioco non sono ancora del tutto noti. In particolare sono stati identificati miRNA contenenti residui di uracile e miRNA contenenti gruppi metilici legati al 2' ossidrile. La presenza di residui di uracile potrebbe rappresentare un segnale che promuove la degradazione, mentre la metilazione impedirebbe l'aggiunta di uracile e quindi avrebbe un effetto protettivo nei confronti della degradazione.

## Il complesso di silenziamento indotto da RNA
I miRNA maturi costituiscono, insieme all'enzima Dicer e altre proteine, l'RNA-induced silencing complex (RISC). RISC è noto anche come miRNA ribonucleoproteincomplesso (miRNP). Solo uno dei due filamenti viene incorporato nel complesso di silenziamento all'interno del quale avviene l'interazione tra miRNA ed RNA bersaglio. La posizione dello stem loop potrebbe influenzare la scelta del filamento funzionale. L'altro filamento è indicato con un asterisco (*) e, in alcune circostanze, agisce anch'esso da miRNA funzionale su altri RNA bersaglio. Il ruolo catalitico svolto dalle proteine Argonauta è di importanza fondamentale per la normale fisiologia del RISC. Sono proteine del peso di circa 100 kDa contenenti due domini di legame all'RNA altamente conservati (PAZ e PIWI) necessarie per la formazione del complesso di silenziamento indotto da miRNA. Il dominio PAZ lega l'estremità 3' a singolo filamento del miRNA maturo, mentre il dominio PIWI lega l'estremità 5'. Tali interazioni forniscono al miRNA l'orientazione corretta ai fini dell'interazione con la molecola di mRNA bersaglio. Alcune Argonauta, come la proteina umana Ago2, possono tagliare il trascritto bersaglio direttamente. Il genoma umano codifica per 8 proteine Argonauta divise in base alla similarità di sequenza in due famiglie: AGO (4 membri presenti in tutte le cellule di mammifero e denominate E1F2C/hAgo in Homo Sapiens) e PIWI (presenti nelle cellule della linea germinale e nelle cellule staminali emopoietiche). Altri componenti del RISC sono TRBP (human immunodeficiency virus (HIV) transactivating response RNA (TAR) binding protein), PACT (protein activator of the interferon induced protein kinase), il complesso SMN, FMRP (fragile X mental retardation protein), Tudor-SN (Tudor staphylococcal nuclease-domain-containing protein), la DNA elicasi MOV10 e la proteina contenente motivi di legame all'RNA TNRC6B. Nelle piante il complesso costituito da miRNA e RISC si associa per complementarità perfetta alla CDS degli mRNA bersaglio causandone il taglio, mentre negli animali l'associazione avviene in maniera imperfetta a livello della regione 3'UTR causando un blocco della traduzione dell'mRNA messaggero e successiva degradazione.

### Modalità di silenziamento
Il silenziamento genico può avvenire sia tramite degradazione dell'mRNA sia tramite blocco della traduzione. Ad esempio, miR16 contiene una sequenza complementare ricca in AU riscontrata in molti mRNA funzionali. È stato dimostrato che se c'è sovrapposizione completa tra il miRNA e il messaggero bersaglio, la proteina Ago2 può tagliare l'mRNA e portare alla sua degradazione. Se invece non c'è una sovrapposizione completa il silenziamento avviene tramite blocco della traduzione. La relazione tra miRNA e messaggero target può essere basata sulla semplice regolazione negativa, ma sembra che siano possibili altri meccanismi. È stato inoltre dimostrato che alcuni miRNA lavorano quali regolatori della corretta espressione genica in risposta all'eventuale espressione casuale di geni dovuta a ad eventi stocastici di trascrizione e traduzione.

## Evoluzione
I miRNA risultano essere evolutivamente molto conservati e si pensa siano elementi molto antichi dei meccanismi di regolazione dell'espressione genica. Le molecole costituenti i loro sistemi di espressione risultano essere simili nelle piante e negli animali, ma vi sono delle differenze inerenti ai loro meccanismi di espressione. I miRNA delle piante presentano sequenze perfettamente complementari all'RNA bersaglio e inducono il silenziamento genico tramite taglio di quest'ultimo.  I miRNA animali, invece, sono in grado di riconoscere il messaggero bersaglio tramite 6-8 nucleotidi localizzati al 5' della sequenza. La similarità di struttura non è sufficiente ad innescare il taglio della molecola di mRNA.

## Funzioni
I miRNA regolano l'espressione genica secondo meccanismi diversi nelle piante e negli animali. Nelle piante i miRNA si appaiano in maniera perfetta all'mRNA bersaglio, provocando il taglio di quest'ultimo. L'appaiamento perfetto tra miRNA ed mRNA promuove la degradazione del messaggero. Questa è la principale modalità di silenziamento nelle piante. Negli animali i miRNA hanno solo una parziale similarità di sequenza con il trascritto bersaglio. L'appaiamento è dunque imperfetto e coinvolge pochi nucleotidi.  Il silenziamento dell'espressione genica avviene per inibizione della sintesi proteica. Questo meccanismo esiste anche nelle piante, ma è meno comune. I miRNA parzialmente complementari ad un bersaglio possono inoltre aumentare la velocità di deadenilazione dello stesso provocando una più rapida degradazione del trascritto. Il meccanismo di taglio dell'miRNA è ben documentato, mentre vi sono pochissimi dati inerenti al silenziamento per repressione della traduzione, per aumentata degradazione e per loro combinazione. I miRNA possono raramente essere causa di modifiche agli istoni e di metilazione del DNA a livello di specifici siti di promozione dell'espressione genica.
Sono stati descritti 9 meccanismi di silenziamento indotti da miRNA:
1. Inibizione della formazione del Cap-40S;
2. Inibizione dell'unione della subunità 60S al ribosoma;
3. Inibizione dell'allungamento della sequenza;
4. Terminazione prematura della traduzione (Ribosome drop-off);
5. Degradazione proteica in fase di traduzione;
6. Sequestro nei P-bodies;
7. Destabilizzazione dell'mRNA bersaglio;
8. Taglio dell'mRNA bersaglio;
9. Inibizione della trascrizione tramite rimodellamento della cromatina indotta da miRNA;

Tali meccanismi presentano dinamiche e cinetiche caratteristiche.

## Patologie correlate
Le alterazioni del normale pathway di espressione dei miRNA possono avere conseguenze sulla normale fisiologia cellulare e portare a diversi tipi di patologie. Molti miRNA sono stai associati a varie forme di cancro (si fa riferimento a queste molecole come oncomiR).

### Neoplasie
La prima patologia umana associata ad alterazioni dei pathway dei miRNA è stata la leucemia linfatica cronica. Quest'ultima potrebbe essere causata dall'inserzione di un tratto di sequenza di genoma virale nei miRNA con conseguente aumento della sua espressione. Un altro studio ha riscontrato che due tipi di miRNA inibiscono la proteina E2F1, la quale regola la proliferazione cellulare. Sembra che il messaggero venga silenziato prima della traduzione. Misurando l'attività dei geni codificanti per i miRNA è possibile distinguere tra i diversi tipi di cancro. Il profilo di espressione dei miRNA permette di diagnosticare la leucemia linfatica cronica. Studi condotti su topi transgenici che sovraesprimono o mancano di specifici miRNA hanno consentito di determinare il ruolo di queste piccole molecole di RNA in varie forme di neoplasia. È possibile utilizzare i livelli di espressione di specifici miRNA per scopi prognostici. Ad esempio, uno studio condotto su un campione di cellule affetto da carcinoma polmonare non microcitico ha riscontrato che bassi livelli di miR-324a sono indice di scarsa sopravvivenza. Invece, alti livelli di miR-185 o bassi livelli di miR-133B sono indice di metastasi e scarsa sopravvivenza in cellule neoplastiche di colon e retto.  La proliferazione delle cellule tumorali epatiche può aumentare per interazione di miR-21 con MAP2K3, un gene in grado di reprimere lo sviluppo neoplastico. miR-205, invece, è in grado di inibire la tendenza allo sviluppo di metastasi del tumore della mammella. In questo tipo di neoplasia è stato riscontrato un calo dei livelli di espressione di cinque membri della famiglia miRNA-200. Il MicroRNA-197-3p è un potenziale biomarcatore dell'esposizione all'amianto.

### Malattie cardiache
Studi condotti sul cuore di topi, nei quali era stata indotta l'inibizione della maturazione dei miRNA, hanno rivelato il ruolo essenziale svolto da queste molecole nello sviluppo dell'organo. I livelli di espressione di determinati miRNA subiscono delle modifiche nelle cardiomiopatie. Vi sono specifici miRNA con ruoli diversi in vari processi dello sviluppo e della fisiologia della cellula.

### Sistema nervoso
I miRNA potrebbero essere implicati nei processi regolativi dello sviluppo del sistema nervoso. Si pensa che miR-132, miR-134 e miR-124 siano coinvolti nei meccanismi di sviluppo dei dendriti, mentre miR-134 e miR-138 sarebbero implicati nei processi di maturazione delle sinapsi. Alcuni studi hanno riscontrato delle alterazioni nei livelli di espressione di specifici miRNA in patologie quali la schizofrenia, il disturbo bipolare e il disturbo depressivo.

### Diabete
Recenti ricerche in ambito biomedico hanno evidenziato che miR-375, espresso in maniera specifica nelle cellule pancreatiche, è essenziale per la sopravvivenza, la crescita e la divisione delle cellule β, mentre induce un aumento della massa delle cellule α. miR-375 inoltre influenza i processi di regolazione della secrezione di insulina influenzando l'espressione dei geni Mtpn e Pdk1. miR-375 gioca un ruolo importante nel complesso meccanismo di regolazione dello sviluppo pancreatico. Si pensa possa regolare l'espressione di geni quali NeuroD1, Ngn3, Pdx1 e Hnf6. È stato inoltre scoperto un legame tra il trascritto in questione e il diabete mellito di tipo 2. La sua espressione nelle cellule di topi obesi è maggiore rispetto a topi normali. La rimozione del gene codificante per miR-375 dal genoma delle cellule pancreatiche dei topi obesi causa una diminuzione della massa di cellule β e lo sviluppo della malattia.

### Danno d'organo
Varie ricerche hanno dimostrato il coinvolgimento di alcuni microRNA in vari processi legati al danno d'organo, come la regolazione della risposta cellulare al danno e la rigenerazione tissutale. Alcuni studi hanno successivamente valutato in maniera positiva un utilizzo dei miRNA sia a scopo diagnostico che terapeutico.